# Rinaldo Petrozzi
Rinaldo Petrozzi (Colloredo, 30 novembre 1911 – ...) è stato un calciatore italiano, di ruolo centrocampista.

## Carriera
Ha iniziato in Serie B con la Comense, poi una stagione in Francia con il Mulhouse, poi tre stagioni a Udine.